# Црква Светог великомученика Георгија у Моравцу
Црква Светог великомученика Георгија у Моравцу, насељеном месту на територији општине Алексинац, припада Епархији нишкој Српске православне цркве.
Изградња цркве посвећене Светом великомученику Георгију је започета 1989. године, у време службовања проте Душана Стојковића. Храм је брзо завршен и освећен исте године. Пре Другог светског рата на овом месту налазили су се остаци храма из непознатог периода. По завршетку рата, на том месту направљена је метална конструкција, која је на том месту стајала до изградње храма. Поред цркве налази се и парохијски конак, подигнут 1989. године.